# Heinz Matschurat

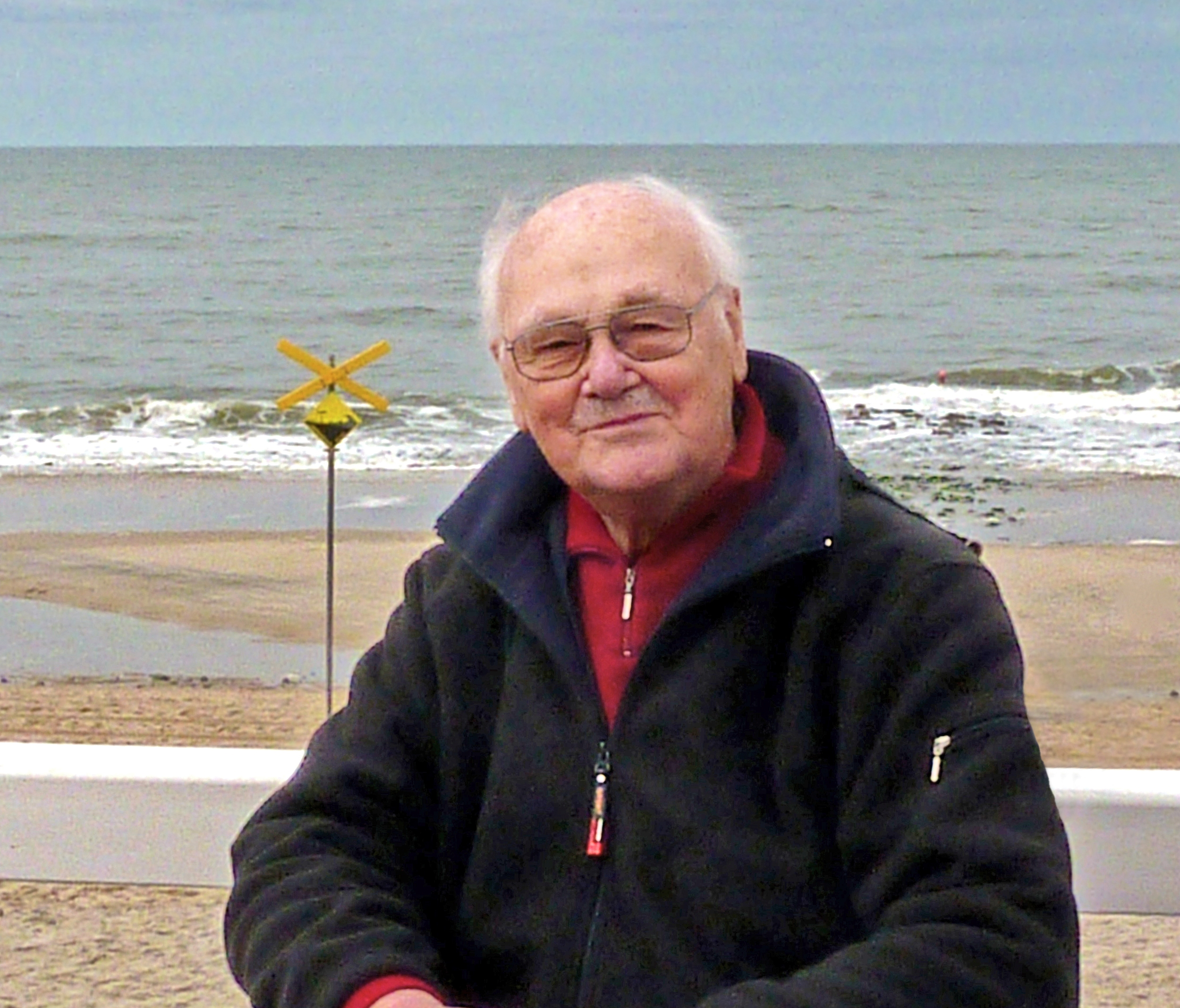
Heinz Matschurat, 2011

Heinz Matschurat (Pseudonyme: Sven Björnson, Mike Sunderland und Heinz-Günther Rath;  * 23. August 1920 in Berlin; † 25. Januar 2020 in Hamburg) war ein deutscher Lyriker, Schriftsteller, Dramaturg, Hörspielautor, Komponist, Schlagertexter und Musikproduzent.
Er schrieb Hörspiele für den Berliner Rundfunk (1948–51) und für Radio Bremen sowie Kinderhörspiele für den MDR und WDR.
Seine beiden Stücke Wie der Hase zum Osterhasen wurde (MDR 1995) und Ein Engel in Flandern (WDR 2003) sind als Hörbücher bei Der Audio Verlag Berlin erschienen. Mit der WDR-Produktion war Björnson zuletzt für den Deutschen Hörbuchpreis 2004 nominiert.
Er lebte als Musikproduzent in Hamburg. Als Komponist, Arrangeur und Musikproduzent von über 200 Musiktiteln war er tätig für viele Plattenfirmen, so u. a. für Telefunken, Decca, Polydor, Philips, Metronome und Sonoton, sowie für nationale und internationale Orchester wie James Last, Erwin Lehn, RIAS Tanzorchester, WDR Big Band, NDR Bigband, SWF-Tanzorchester, Horst-Jankowski-Tanzorchester, Norman Candler, Kenny Ball, Attillo Donado (RAI) oder London Symphony Orchestra, ferner für Interpreten wie Ann-Louise Hanson, Eva Collin, Tamara Joylanda, Hanns Lothar oder Ursula May. Er entdeckte, förderte und produzierte Udo Lindenberg.
Heinz Matschurat verstarb im Alter von 99 Jahren in Hamburg und wurde auf dem dortigen Rahlstedter Friedhof beigesetzt.

## Bücher
- 2001: Hyänen küsst man nicht, Roman, Books on Demand, Band 1: ISBN 978-3-8311-2762-7  / Band 2: ISBN 978-3-8311-2763-4
- 2004: Wie ein Treibholz auf dem Wasser, Roman aus der Musikbranche, Books on Demand, ISBN 978-3-9808975-7-0
- 2012: Einigkeit? und Recht? und Freiheit? – Ein Zeitzeugen-Roman über das „mörderischste“ Jahrhundert der Deutschen Geschichte, Books on Demand, Teil 1: ISBN 978-3-7322-1916-2 / Teil 2:  ISBN 978-3-7322-1917-9
- 2014: Ich habe mal darüber nachgedacht (bissige Verse // besinnliche Verse), Books on Demand, ISBN 978-3-7357-5334-2

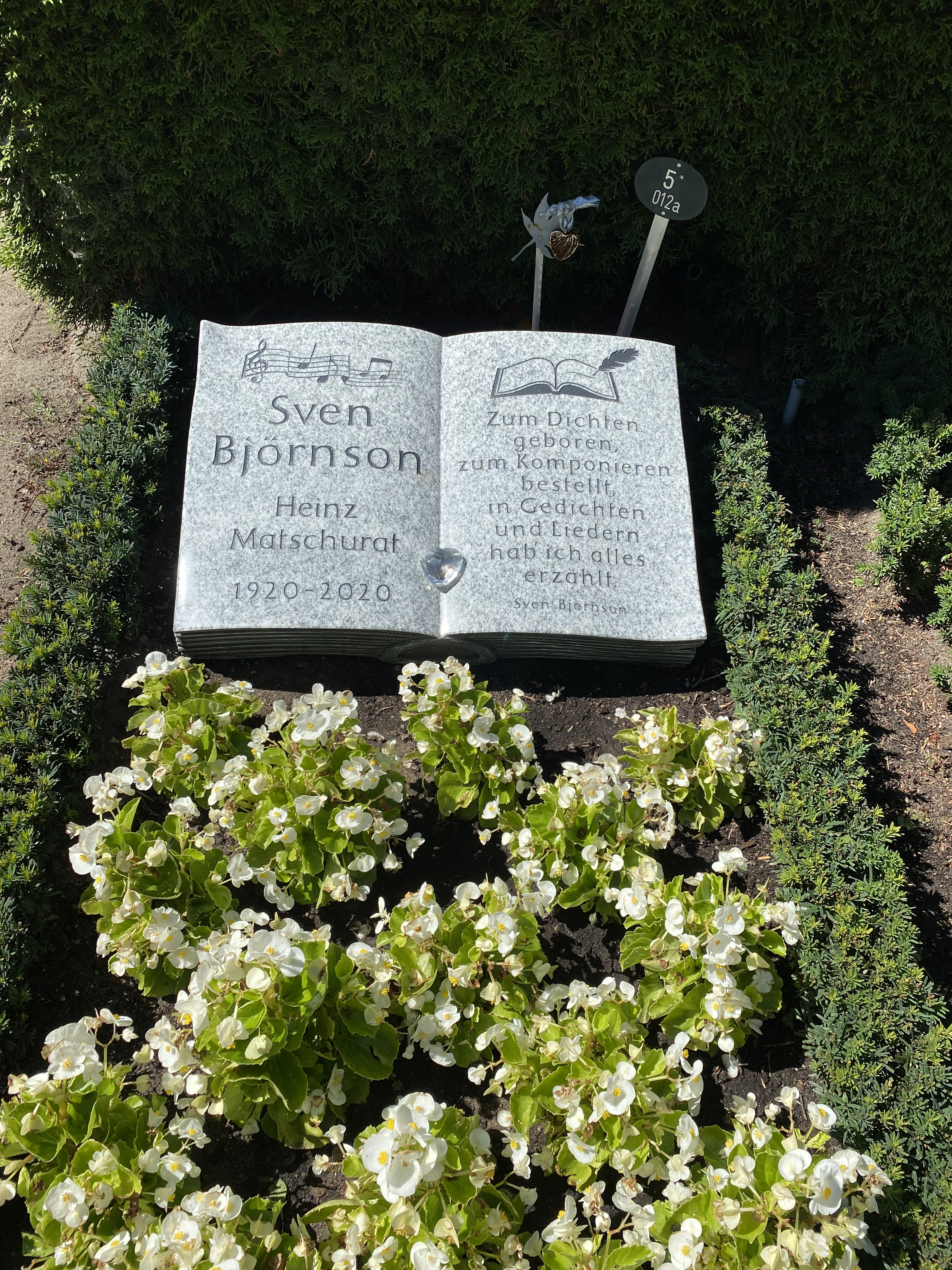
Grabstätte

## Hörspiele
- 1950: (unter dem Pseudonym: Heinz-Günther Rath): Familie Hauser, Hörspiel, Regie: Gottfried Herrmann – Rundfunk der DDR
- 1974: Das Playback, Hörspiel, Regie: Armas Sten Fühler – Radio Bremen
- 1993: Die Zauberhexe, Märchenhörspiel
- 1995: Wie der Hase zum Osterhasen wurde, Kinderhörspiel, Regie: Walter Niklaus – MDR, als Hörbuch bei Der Audio Verlag Berlin 1995, ISBN 978-3-89813-242-8
- 2003: Ein Engel in Flandern, Kinderhörspiel, Regie: Angeli Backhausen – WDR, als Hörbuch Der Nikolaus als Weihnachtsmann bei Der Audio Verlag Berlin 2004, ISBN 978-3-89813-324-1